# Новогорловский машиностроительный завод
ОАО Новогорловский машиностроительный завод — предприятие горного машиностроения в городе Горловка, Донецкая область.
Осуществляет производство бурильных установок, погрузочных машин, буровых станков, обогатительного оборудования и механизации поверхности шахт, оборудование разведочного бурения. В частности: установки бурильные шахтные УБШ 313, 253, 252. УБШ 1400 «Буян» с гидравлическим перфоратором. Машины породопогрузочные МПК 1600 «Буян». Почвенно-поддырочные бурильные МПБ 1200 «Буян». Агрегаты цепные типа АЦМ. Площадки гойдальные ПК (электро - и пневмовиконання). Пробоберущие типа ГСМ и ПШ для отбора проб из вагонов. Грейферы МГК-3М.
Адрес: 84613 Горловка, ул. Щукина, 2.